# Hyalophora uhlerii
Hyalophora uhlerii är en fjärilsart som beskrevs av Polacek 1928. Hyalophora uhlerii ingår i släktet Hyalophora och familjen påfågelsspinnare. Inga underarter finns listade i Catalogue of Life.